# Xylosma kaalense
Xylosma kaalense é uma espécie de planta da família Salicaceae.
É endémica da Nova Caledónia.